# Vozhminita
La vozhminita és un mineral de la classe dels sulfurs. Rep el seu nom del massís de Vozhminskii, on va ser descoberta.

## Característiques
La vozhminita és un sulfur de fórmula química (Ni,Co)₄(As,Sb)S₂, que va ser aprovat per l'Associació Mineralògica Internacional l'any 1981. Cristal·litza en el sistema hexagonal, i se'n troba de manera massiva. La seva duresa a l'escala de Mohs es troba entre 4,5 i 5.
Segons la classificació de Nickel-Strunz, la vozhminita pertany a «02.B - Sulfurs metàl·lics, M:S > 1:1 (principalment 2:1), amb Ni» juntament amb els següents minerals: horomanita, samaniïta, heazlewoodita, oregonita, arsenohauchecornita, bismutohauchecornita, hauchecornita, tel·lurohauchecornita, tučekita, argentopentlandita, cobaltopentlandita, geffroyita, godlevskita, kharaelakhita, manganoshadlunita, pentlandita, shadlunita i sugakiïta.

## Formació i jaciments
Es troba en heazlewoodita, en serpentinites. Sol trobar-se associada a altres minerals com: heazlewoodita, tučekita, magnetita, geversita o coure. Va ser descoberta l'any 1981 al massís de Vozhminskii, a Carèlia Septentrional (óblast de Múrmansk, Rússia), l'únic indret on se n'ha trobat.